# Kecamatan Talagasari
Kecamatan Talagasari är ett distrikt i Indonesien.   Det ligger i kabupatenet Kabupaten Karawang och provinsen Jawa Barat, i den västra delen av landet, 60 km öster om huvudstaden Jakarta.